# José Lopes
José António Guimarães Teixeira Novais Lopes, (Felgueiras, 4 de novembro de 1997), é um apresentador de televisão português.

## Biografia e carreira
José Lopes, ou "Zé" como é carinhosamente tratado por muitos, cresceu na cidade da Lixa, pertencente ao concelho de Felgueiras, no Distrito do Porto. Manifestava desde criança um grande entusiasmo pelo mundo da televisão, o que o fez enveredar, mais tarde na área da comunicação. Frequentou o ensino obrigatório na sua cidade natal, mas o gosto de comunicar fê-lo ingressar no curso de Comunicação social, na Escola Superior de Educação de Coimbra. Em 2018, no fim da licenciatura foi repórter estagiário do matutino da TVI, Você na TV!, apresentado por Cristina Ferreira e Manuel Luís Goucha.  Durante o estágio, o jovem comunicador "roubou" as atenções a Cristina Ferreira, que mais tarde, com a mediática transferência da mesma para a SIC, o convida a ingressar na estação.
Em janeiro de 2019, estreava O Programa da Cristina, de Cristina Ferreira, onde José Lopes assumiu a função de repórter e assistente do formato. Em 2020 reforça o leque de comentadores do programa Passadeira Vermelha emitido na SIC e na SIC Caras. No dia 17 de julho do mesmo ano, Cristina Ferreira anuncia o seu regresso à TVI, para assumir a função de Diretora de Ficção e Entretenimento do canal, e, no dia 20 desse mês estreia na SIC, Casa Feliz, o novo programa das manhãs que sucede a O Programa da Cristina, apresentado por Diana Chaves e João Baião, onde José assumiu a cobertura das reportagens de exteriores e comentava a crónica  social do mesmo. Após dois anos a trabalhar para o canal de Francisco Pinto Balsemão, é anunciada a sua contratação pela TVI, em março de 2021.
Na TVI, juntou-se à equipa do Em Família, como coordenador de conteúdos e repórter. No mesmo ano apresenta o Somos Portugal. Desde 2022 que é um dos comentadores do Big Brother, e, para além de comentar o Reality show, comenta também a cronica social do Dois às 10, sendo repórter do mesmo. 
Desde 2022, é um dos apresentadores da Festa de Verão TVI.
Em 2024, José Eduardo Moniz (Diretor-Geral da TVI) anuncia a criação de um novo canal de cabo da estação, o V+TVI, anunciando que Zé iria apresentar o matutino Bom Dia Alegria, ao lado de Merche Romero. 

## Vida pessoal
Em 2022, Zé Lopes submeteu-se a uma cirurgia metabólica método "Porta Única" para conseguir perder peso e, acima de tudo, melhorar a sua qualidade de vida, tendo emagrecido 60 kg.

## Televisão
| Ano               | Projeto                                                                       | Notas                                       | Canal |
| ----------------- | ----------------------------------------------------------------------------- | ------------------------------------------- | ----- |
| 2018              | Você na TV!                                                                   | Repórter estagiário                         | TVI   |
| 2019 - 2020       | O Programa da Cristina                                                        | Assistente de Convidados                    | SIC   |
| 2019 - 2020       | O Programa da Cristina                                                        | Comentador                                  | SIC   |
| 2019 - 2020       | O Programa da Cristina                                                        | Repórter                                    | SIC   |
| 2019 - 2020       | O Programa da Cristina                                                        | Comentador                                  | SIC   |
| 2020 - 2021       | Passadeira Vermelha                                                           |                                             | SIC   |
| 2020 - 2021       | Casa Feliz                                                                    |                                             | SIC   |
| 2020 - 2021       | Repórter                                                                      |                                             | SIC   |
| 2020 - 2021       | Comentador                                                                    |                                             | SIC   |
| 2021              | Somos Portugal                                                                | Apresentador                                | TVI   |
| 2024              | Somos Portugal                                                                | Apresentador substituto                     | TVI   |
| 2021 - 2024       | Dois às 10                                                                    | Comentador                                  | TVI   |
| 2022 - 2024       | Dois às 10                                                                    | Repórter/ Coordenador de conteúdos e editor | TVI   |
| 2021 - 2024/ 2025 | Em Família                                                                    | Repórter/ Coordenador de conteúdos e editor | TVI   |
| 2021              | Big Brother 2021                                                              | Comentador                                  | TVI   |
| 2022              | Big Brother Famosos 2022                                                      | Comentador                                  | TVI   |
| 2022              | Big Brother Famosos 2022 - 2.ª edição                                         | Comentador                                  | TVI   |
| 2022              | Big Brother - Desafio Final (1.ª edição)                                      | Comentador                                  | TVI   |
| 2022              | Big Brother 2022                                                              | Comentador                                  | TVI   |
| 2022              | Comentador/ Apresentador do Última Hora, em substituição de Mafalda de Castro |                                             | TVI   |
| 2023              | O Triângulo                                                                   | Comentador                                  | TVI   |
| 2023              | Casamento Marcado                                                             | Comentador                                  | TVI   |
| 2023              | Big Brother 2023                                                              | Comentador                                  | TVI   |
| 2023              | Big Brother - Desafio Final (2.ª edição)                                      | Comentador                                  | TVI   |
| 2024              | Big Brother 2024                                                              | Comentador                                  | TVI   |
| 2024 - presente   | Bom Dia Alegria                                                               | Apresentador, ao lado de Merche Romero      | V+TVI |
| 2024              | Secret Story - Casa dos Segredos (8.ª edição)                                 | Comentador                                  | TVI   |
| 2024              | Dois às 10                                                                    | Repórter no Wonderland Lisboa               | TVI   |
| 2025              | Secret Story - Casa dos Segredos - Desafio Final 5                            | Comentador                                  | TVI   |
| 2025              | Big Brother 2025                                                              | Comentador                                  | TVI   |

### Especiais / Outros
| Ano  | Projeto                                                   | Notas                                                                                | Canal  |
| ---- | --------------------------------------------------------- | ------------------------------------------------------------------------------------ | ------ |
| 2021 | Somos Família                                             | Apresentador, com Mónica Jardim, Santiago Lagoá, Fanny Rodrigues, Ruben Vieira e Toy | TVI    |
| 2022 | Passadeira Vermelha da Gala do 29.º Aniversário da TVI    | Apresentador, com Mónica Jardim, João Montez e Sofia Vasconcelos                     | TVI    |
| 2022 | Especial Casamento de Bruno de Carvalho e Liliana Almeida | Apresentador, com Manuel Luís Goucha e Maria Botelho Moniz                           | TVI    |
| 2022 | Festa de Verão TVI                                        | Apresentador, com Mónica Jardim, João Montez e Sofia Vasconcelos                     | TVI    |
| 2023 | Passadeira Vermelha da Gala do 30.º Aniversário da TVI    | Apresentador, com João Montez e Sofia Vasconcelos                                    | TVI    |
| 2023 | Festa de Verão TVI                                        | Apresentador, com Iva Domingues, João Montez e Sofia Vasconcelos                     | TVI    |
| 2024 | Passadeira Vermelha da Gala do 31.° Aniversário da TVI    | Apresentador, com Iva Domingues e João Montez                                        | TVI    |
| 2024 | Viva o Carnaval!                                          | Repórter                                                                             | TVI    |
| 2024 | Big Brother - A Festa                                     | Apresentador, ao lado de Iva Domingues                                               | TVI    |
| 2024 | Festa de Verão TVI                                        | Apresentador, com Mónica Jardim, João Montez e Rafaela Granado                       | TVI    |
| 2024 | Congela                                                   | Concorrente convidado                                                                | TVI    |
| 2025 | V+ TVI - Especial 1° Aniversário                          | Apresentador, com Merche Romero, Ana Rita Clara e Adriano Silva Martins              | V+ TVI |